# Magnolia rzedowskiana
Magnolia rzedowskiana es una especie de planta perteneciente a la familia Magnoliaceae. La especie se dedica al Dr. Jerzy Rzedowski, condecorado botánico polaco-mexicano.

## Descripción
Árboles de 8-25 m de altura, caducifolios, 25-40 cm DAP; las primeras ramas a 1,5-2 m del suelo; tallo gris con lenticelas 0,5-1 mm de largo; hojas delgadas, 25-50 × 15-27 cm, de ápice agudo, del lado adaxial glabras y verdes, del abaxial blanco-glaucas; estípulas unidas a 3/4 de la longitud del pecíolo; flor abierta de color blanco-crema, 28-34 cm de diámetro, generalmente sin mancha purpúrea en la base de los pétalos; sépalos oblongo-elípticos, truncados en la base, de ápice agudo, 12-13 × 3,5-4,5 cm, verdoso-amarillentos, glabros y a menudo glaucos; pétalos 6, oblongo-elípticos, 14-16 × 5-7,5 cm, de ápice agudo, atenuados en la base, blancos, las láminas glabras; estambres 290-310, lineares, carnosos, 1-1,5 × 0,1-0,2 cm, de color blanco-crema, redondeados a obtusos en el ápice, truncados en la base; gineceo ovoide, 2,6-3,2 × 1,5-2 cm, de color amarillento, pubescente; estilos aplanados, 50-65, 5-6 mm de largo, blancos, glabros; polifolículos ovoides, 9-10 x 4,5-6 cm; folículos 50-65; semillas 1-2 por carpelo, 1,1-1,5 × 0,6-0,9 cm, ovoides a oblongoides o subpiramidales, de base y ápice obtusos, con sarcotesta roja.

## Distribución
De la región Huasteca, que incluye los estados mexicanos de Querétaro, San Luis Potosí, Hidalgo y Veracruz, México.
Magnolia rzedowskiana se encuentra en la convergencia de los estados de Querétaro (Sierra Gorda), San Luis Potosí (Sierra de Xilitla) e Hidalgo (vecindad de Chapulhuacán), en altitudes de 800-1950 m s. n. m. En los municipios de Molango, Zacualtipán de Ángeles (Hidalgo) y Huayacocotla (Veracruz) solo se conoce de individuos cultivados.

## Hábitat
M. rzedowskiana crece en suelos calcáreos con vegetación de variantes de bosque mesófilo de montaña a bosque de Quercus, Liquidambar styraciflua en Chapulhuacán, Hidalgo y bosque de Cupressus-Pinus en la Joya del Hielo, Querétaro. Laderas calizas con bosque mesófilo de montaña.

## Estado de conservación
M. rzedowskiana es una especie endémica con distribución muy restringida. El hecho de que mediante decreto federal se encuentre en una de las zonas núcleo del área protegida Reserva de la Biosfera Sierra Gorda no garantiza su protección efectiva.
La caracterización en la Norma Oficial Mexicana de la considera en la categoría de En Peligro de Extinción, también debe ajustarse y limitarse a la región norte de Oaxaca. Mientras tanto, se recomienda que la especie M. rzedowskiana sea incluida bajo la categoría de En Peligro de Extinción, de acuerdo con los criterios de la UICN.